# Cycle Computing
Cycle Computing es una empresa estadounidense que desarrolla software para fortalecer la oruqetación de las computadoras y de los recursos de la nube ubicada en Greenwich, Connecticut, Estados Unidos. Su producto estrella es CycleCloud en la cual tiene soporte con Amazon Web Services, Google Compute Engine, Microsoft Azure, entre muchas estructuras internas. La suite de orquestación de CycleCloud gestiona el aprovisionamiento de la infraestructura de la nube, la orquestación de la ejecución del flujo de trabajo y la gestión de la cola de trabajos, la colocación de datos automatizada y eficiente, el monitoreo y registro completo del proceso, dentro de un flujo de proceso seguro.

## Historia
Cycle Cloud fue fundado en el año 2005. Sus ofertas originales se basaron en el planificador HTCondor y se centraron en maximizar la efectividad de los recursos internos. Cycle Computing ofreció soporte para HTCondor y CycleServer, que proporcionó herramientas de programación, informes y gestión de metas para los recursos de HTCondor. Los primeros clientes abarcaron una serie de industrias, incluidas las de seguros, farmacéutica, manufacturera y académica.
Con el advenimiento de las grandes ofertas de nube pública, Cycle Computing amplió sus herramientas para permitir a los clientes hacer uso de entornos de nube aprovisionados dinámicamente. Las tecnologías clave desarrolladas incluyen la capacidad de validar que los recursos se agregaron correctamente en la nube (patente otorgada en 2015), la capacidad de administrar fácilmente la ubicación y la coherencia de los datos, la capacidad de admitir múltiples proveedores en la nube dentro de un solo flujo de trabajo y otras tecnologías.
En agosto del año 2017, la corporación tecnológica Microsoft anuncia la adquisición de la empresa Cycle Computing.

## Gran Carrera
En abril de 2011, Cycle Computing anunció "Tanuki", un clúster de servicios web de Amazon de 10.000 núcleos utilizado por Genentech.
En septiembre de 2011, un clúster HPC de Cycle Computing llamado Nekomata (japonés para "Monster Cat") se alquilaba a $ 1279 / hora, ofreciendo 30,472 núcleos de procesador con 27TB de memoria y 2PB de almacenamiento. Una compañía farmacéutica sin nombre utilizó el clúster durante 7 horas, pagando $ 9000, para una tarea de modelado molecular.
En abril de 2012, Cycle Computing anunció que, en colaboración con la empresa científica de redacción de software Schrödinger, había examinado 21 millones de compuestos en menos de tres horas utilizando un clúster de 50,000 núcleos.
En noviembre de 2013, Cycle Computing anunció que, trabajando en colaboración con la compañía científica de redacción de software Schrödinger, había ayudado a Mark Thompson, profesor de química en la Universidad del Sur de California, a seleccionar alrededor de 205,000 compuestos para buscar el compuesto adecuado para construir Una nueva generación de paneles solares económicos y altamente eficientes. El trabajo tomó menos de un día y costó $ 33,000 en total. El grupo de cómputo utilizó 156,000 núcleos distribuidos en 8 regiones y tenía una capacidad máxima de 1.21 petaFLOPS.
En noviembre de 2014, Cycle Computing trabajó con un investigador en HGST para ejecutar una carga de trabajo de simulación de disco duro. El cálculo habría llevado más de un mes en recursos internos, pero se completó en 7 horas con 70,000 núcleos en Amazon Web Services, a un costo de menos de $ 6,000.
En septiembre de 2015, Cycle Computing y el Broad Institute anunciaron un clúster de 50,000 núcleos para ejecutarse en Google Compute Engine.

## Cobertura Media
Cycle Computing ha sido cubierto por GigaOm, Ars Technica, ExtremeTech, CNet y Phys.org.
Cycle Computing también fue mencionado por el CTO de Amazon Werner Vogels en el día 2 2013 Keynote de AWS re: por el mejor invento.